# Berent Madsen
Berent Madsen (* 18. Januar 1845 in Bergen, Norwegen; † 14. Mai 1865 in Düsseldorf) war ein norwegischer Landschaftsmaler der Düsseldorfer Schule.

## Leben
Madsen, Sohn des Schuhmachers und Gerbers Berent Madsen, zeigte früh ein Talent in der Ölmalerei und beim Kopieren kleiner Bilder. Unter Henrich Bucher und Jan C. Meyer besuchte er die Kunstschule in Bergen. Mit einem Künstlerkreis um Marcus Grønvold (1845–1929) unternahm er Reisen rund um Bergen, bei denen er Figuren- und Landschaftsstudien schuf. Im Herbst 1864 reiste er nach Düsseldorf, wo er unter Andreas Müller und Heinrich Lauenstein die Königlich Preußische Kunstakademie besuchte. Bereits im Frühjahr des Folgejahres verstarb er im Hause seines Landsmanns Morten Müller an Tuberkulose.